# Naumburgi mester
A Naumburgi mester (németül Naumburger Meister, Meister von Naumburg) az 1220-as–1250-es évek között alkotó, ismeretlen szobrász. A németországi gótikus kőszobrászat jelentős művésze volt.

## Élete
Életéről semmit nem tudni, neve és személyazonossága nem ismert, emlékezete csupán jellegzetes művészi jegyek alapján beazonosítható szobrain keresztül maradt fenn.

## Életműve
Az ismeretlen szobrász minden valószínűség szerint Franciaországban kezdte pályáját, erre utal az 1220-as évekre datálható munkáinak stílusa: az amiens-i székesegyház nyugati homlokzatán található reliefek, és néhány chartres-i, illetve noyoni épületszobrászati elem, amelyek feltűnően hasonlítanak a művésznek nevet adó naumburgi székesegyház kőalakjaihoz.
Ugyancsak a mester korai műveként tartják számon a metzi székesegyház Miasszonyunk-kapujának domborműveit, valamint az egykor a mainzi dóm szentélyrekesztőjét díszítő, bassheimi lovas néven ismert alkotást (Szent Márton és a koldus, 1239 körül, ma bassenheimi plébániatemplom). Feltehetően ez utóbbival egy időben és egy helyen készültek a mainzi egyháztörténeti gyűjteményében őrzött Fej homlokpánttal és Utolsó ítélet című szobrai is.

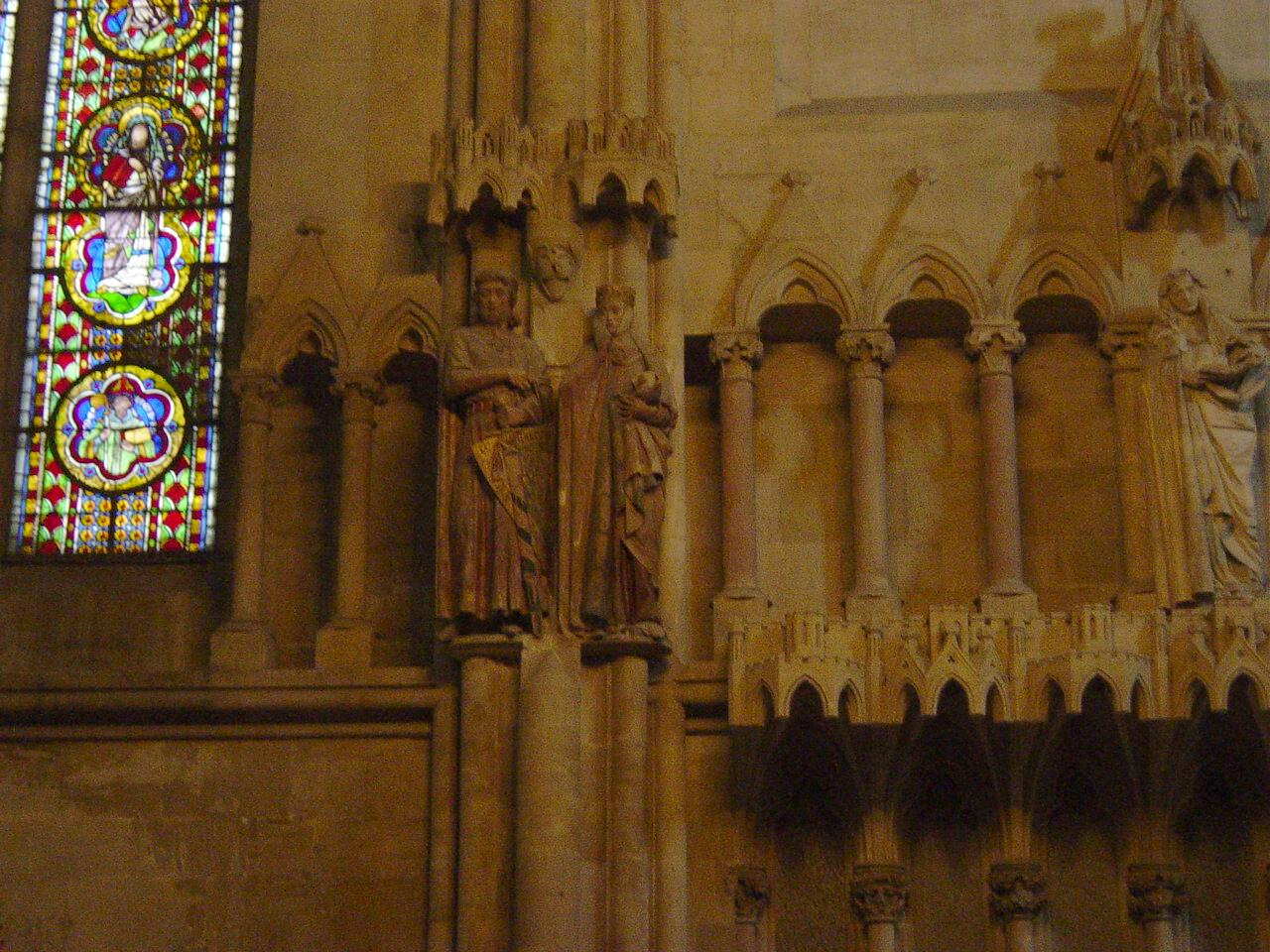
A naumburgi székesegyház belső terének részlete Ekkehard és Uta donátorok szobraival

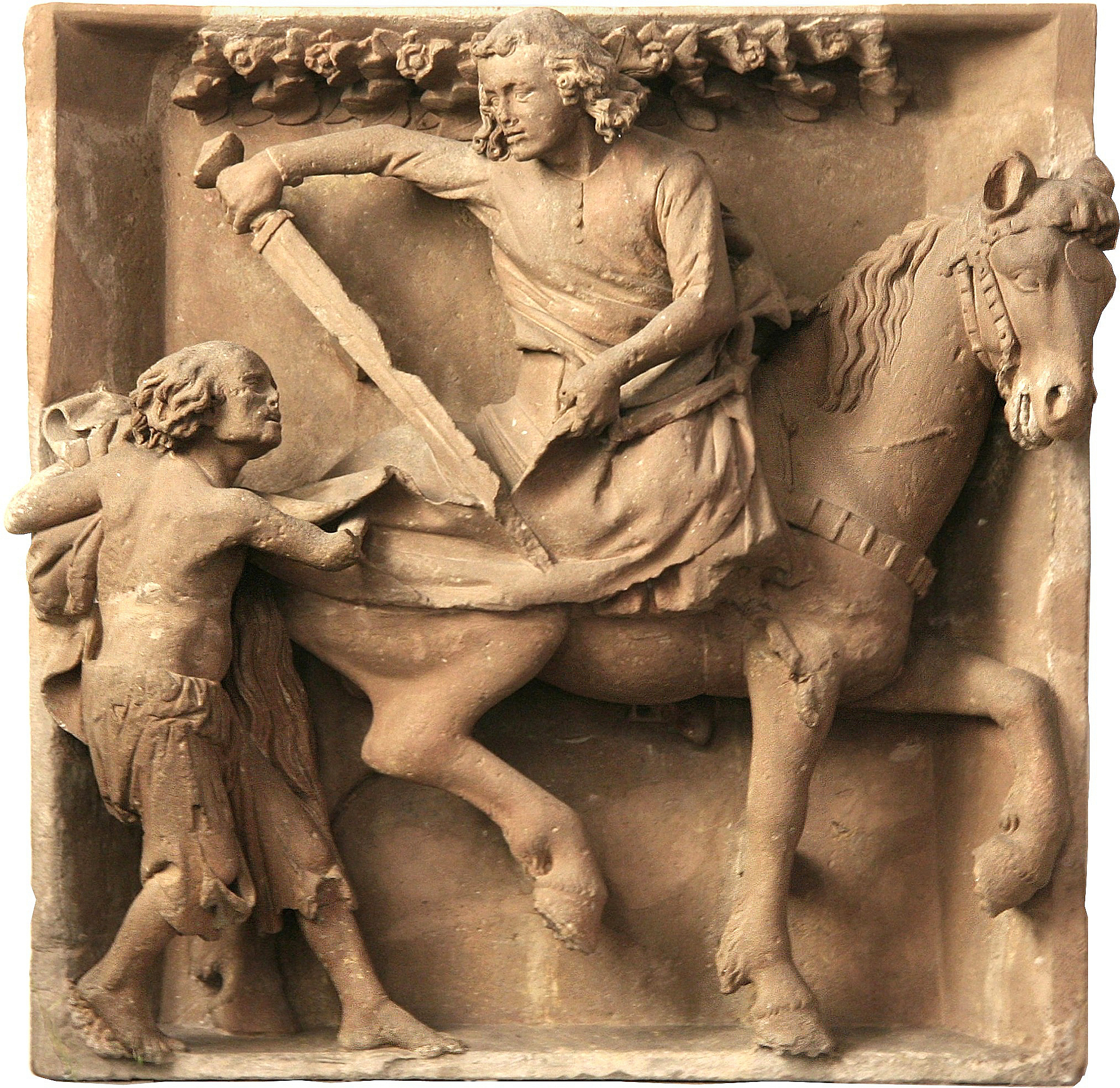
A bassenheimi lovas

Az ismeretlen mester, egyúttal a korabeli európai gótika művészetének kiemelkedő alkotása a naumburgi dóm tizenkét donátorszobra, amelyekről az ismeretlen mester a nevét kapta. Az 1240-es években a kórusban kezdték felállítani az adományozó templomalapítók általa készített, életnagyságú szobrait (Ekkehard és Uta, Hermann és Reglindis, Dietrich és Gerburg, Konrad és Berchta, Dietmar, Wilhelm, Timo, Syzzo). A szentélyrekesztő reliefjén található passiójelenet, az ún. Kálvária-csoport alakjait a 13. században szokatlanul valósághű ábrázolás, az érzelmek erőteljes kifejezése jellemzi. Krisztus szenvedő alakja, Szűz Máriának és Keresztelő Szent Jánosnak az ajtófülkékbe állított szobrai drámai arckifejezésükkel, megrázó realizmusukkal új utakat nyitottak a német gótikus szobrászat előtt.